# Мазне (Сумський район)
Мазне — колишнє село в Україні, Сумській області, Сумському районі.
Було підпорядковане Шпилівській сільській раді.
Зняте з обліку рішенням Сумської обласної ради 17 липня 1989 року.

## Географія
Село Мазне знаходиться на відстані 1,5 км від Визирівки, Доценківки та Симонівки. Поруч проходить автошлях Н07.